# World Scientific
World Scientific Publishing est une maison d'édition académique qui publie des livres scientifiques, techniques et médicaux et des revues scientifiques ; elle est l'une des principales maisons d'édition scientifique. Un accent particulier est mis sur la région Asie-Pacifique. Son siège social est à Singapour. 

## Structure de l'entreprise
La société a été fondée en 1981. Elle publie environ 600 livres par an ainsi que 135 revues dans divers domaines.  Le siège de la compagnie est Singapour. Le président et rédacteur-en-chef est Phua Kok Khoo, le directeur général est  Doreen Liu (en) qui sont les cofondateurs de la maison.
La maison d'édition a des succursales aux États-Unis (New Jersey, Californie), à Londres, Genève, en Chine (Beijing, Shanghai, Tianjin, Hong Kong), à Taïwan (Taipei), Sydney et en Inde (Chennai).

## Imperial College Press et autres marques
En 1995, l'entreprise a cofondé Imperial College Press, spécialisée dans l'ingénierie, la médecine et en technologie de l'information, avec l'Imperial College London. En 2006, World Scientific a pris la pleine propriété de Imperial College Press, en vertu d'une licence accordée par l'université. Enfin, en août 2016, Imperial College Press a été entièrement intégré à World Scientific sous la nouvelle marque World Scientific Europe. Parmi les autres marques de l'éditeur figurent Stallion Press, Hindustan Book Agency, Global Publishing et la maison d'édition de la Société mathématique du Japon.

## Fondation Nobel
Depuis 1991, la maison d'édition collabore avec la Fondation Nobel et publie des articles de lauréats du prix Nobel en physique, chimie, physiologie, médecine, paix et littérature. Elle succède à Elsevier, qui a publié les écrits jusqu'en 1970. Comme de nombreux ouvrages étaient depuis longtemps épuisés et non réimprimés, l'éditeur s'est également vu accorder le droit de réimprimer des éditions précédents.

## Une controverse
En 2014, le Singapore Literature Prize (en) a été accusé d'avoir nommé un prix d'après World Scientific, qui a sponsorisé la catégorie. Toutefois, le nom officiel du prix 2014 était "Singapore Literature Prize (Non-fiction category)".  Le prix s'appelle désormais "Singapore Literature Prize (Creative Non Fiction category"). Le livre de Lim Siong Guan The Leader, The Teacher & You (2013),  publié par World Scientific, est co-lauréat du "prize for English Non-fiction". Le jury du Prix littéraire de Singapour pour la catégorie "non-fiction" était composé de personnalités indépendantes nommées par le Conseil du livre.